# Донецький Бард
Семенцов Іван (Донецький Бард) — революціонер, поет, учасник Громадянської війни в Донбасі.

## Біографія
Працював кріпильником на Щербинівському руднику. Член РСДРП з 1902 року.
У 1905 році Семенцов познайомився з Васильченком Степаном Васильовичем який надав плідну творчу допомогу поетові. 1З січня 1905 року до селища дійшла звістка про розправу царя над робітниками Петербурга. І. Семенцов закликали шахтарів до об'єднання навколо РСДРП і боротьби з царським самодержавством.
Щербинівці не раз писали до «Правды». Вони розповідали про труднощі життя, утиски від гірничопромисловців. І. Семенцов надсилав туди свої вірші. Так, у травні 1914 року в «Шахтерском листке», що вийшов як додаток до газети, поет опублікував вірш «Пробудися, шахтарю!», де були такі рядки:
|  | Возвысь свой голос стойкий, непритворный, За жизнь и честь шахтерскую постой, Пусть знает свет, что ти в одежде черной — Непобедимый исполин-герой! |

У 1915 році організував на Щербинівському руднику гурток Соціал-демократів, завдяки його зусиллям гурток був одним з найактивніших в районі.
У червні 1917 року був обраний делегатом від Горлівсько-Щербинівського району на Перший Всеросійський з'їзд Рад робітничих і солдатських депутатів.

## Творчість
Семенцов друкувався під псевдонімом Донецький Бард, під яким писав непогані вірші з життя шахтарів, що друкувалися на сторінках журналу «Прикубанские Степи». Цей журнал видавався есерами в Катеринодарі 1916 р. Згодом перейшов до рук більшовиків.
Ось один із його віршів надруковане в журналі «Прикубанские степи» від 8 липня 1916 № 12.
Работай друг
Работай друг ! В подземной шахте тесной
Работать осужден ты день и ночь.
Работай же, под звук рабочей песни, И думай как нужде своей помочь.
Трудись мой друг ! Ударь как только можно, Или присядь шахтеркой пот утри, И про житье тяжелое не ложно
С товарищем своим поговори.
Ударь сильней, мой друг Но только помни, Что дело важное предстало пред тобой, Что должен, наконец, ты в шахте тёмной
Подумай хоть немного над собой !
Работай друг ! Но слышиш: люд рабочий
Восход зари встречает как один.
Потри же и ты запыленные очи -
Подземной тьмы невольный властелин !